# Elisabetta Belloni

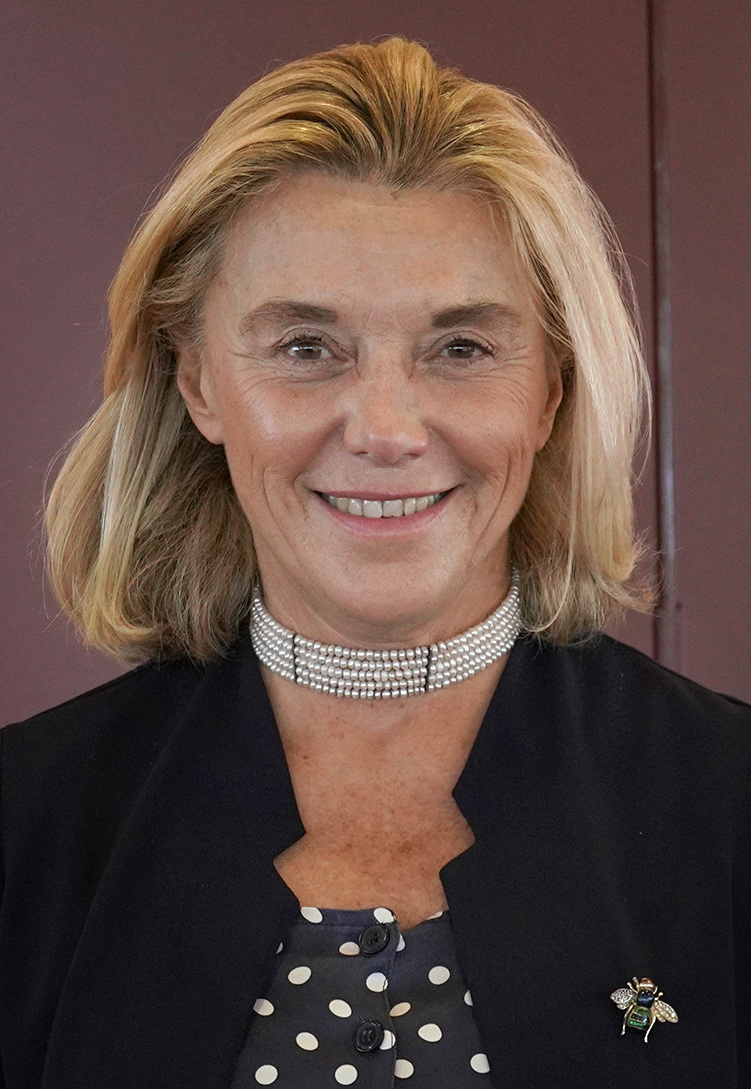
Elisabetta Belloni (2020)

Elisabetta Belloni (* 1. September 1958 in Rom) ist eine italienische Diplomatin. Sie war unter anderem Amtschefin des italienischen Außenministeriums und Direktorin des Dipartimento delle Informazioni per la Sicurezza (DIS), das die Nachrichtendienste Italiens koordiniert. Seit Januar 2025 ist sie diplomatische Beraterin der EU-Kommissionspräsidentin Ursula von der Leyen.

## Werdegang
Belloni absolvierte die Jesuitenschule Istituto Massimo und studierte danach Politikwissenschaften an der LUISS in Rom. Im Jahr 1985 trat Belloni in den Dienst des Außenministeriums. Dort leitete sie von 2004 bis 2008 den Krisenstab, danach bis 2013 die Abteilung für Entwicklungszusammenarbeit und bis 2015 eine Verwaltungsabteilung. Nachdem sie im Februar 2014 in den Rang einer Botschafterin befördert worden war, ernannte sie Außenminister Paolo Gentiloni im Juni 2015 zu seiner Kabinettschefin. Belloni war von Mai 2016 bis Mai 2021 in der Nachfolge von Michele Valensise Generalsekretärin und damit administrative Amtschefin des Außenministeriums. Anschließend wurde die Diplomatin Direktorin des DIS und damit Nachfolgerin des Generals Gennaro Vecchione. Mitte Januar 2025 wechselte sie als diplomatische Beraterin zur Europäischen Kommission nach Brüssel. Sie ist dort Mitglied der Denkfabrik IDEA.
Elisabetta Belloni war eine der ersten Schülerinnen in der Geschichte des Istituto Massimo (und dessen Vorgänger Collegio Romano). In allen Führungspositionen, die sie ab 2004 im Außenministerium übernahm, war sie die erste Frau.